# Eu (filme)
Eu é um filme brasileiro de 1987, do gênero drama, escrito e dirigido por Walter Hugo Khouri.

## Sinopse
Eu conta a história de um milionário insaciável que passa um fim de semana na praia cercado por mulheres que ele deseja, incluindo a filha.

## Elenco
- Tarcísio Meira .... Marcelo
- Christiane Torloni .... Beatriz
- Bia Seidl .... Berenice
- Nicole Puzzi .... Lila
- Monique Lafond .... Renata
- Monique Evans .... Diana
- Sônia Clara .... Ada
- Walter Forster .... Jeremias
- Luciana Clark .... Ana
- Moacyr Deriquém .... Giovanni
- Analy Alvarez .... Clara
- Carina Palatnik
- Ângela Matos
- Patrícia Simas
- Peter Dickson
- Guilherme Galvão